# Gangstadhaugen
Gangstadhaugen este o localitate din comuna Inderøy, provincia Nord-Trøndelag, Norvegia, cu o suprafață de  km² și o populație de  locuitori (2013).